# Diodontolaimus tenuispiculum
Diodontolaimus tenuispiculum är en rundmaskart som beskrevs av Gerlach 1955. Diodontolaimus tenuispiculum ingår i släktet Diodontolaimus och familjen Leptolaimidae. Inga underarter finns listade i Catalogue of Life.